# 가이즈시
가이즈시(일본어: 海津市)는 일본 기후현 남서부에 있는 시이다. 거의 전역이 해발 0미터 지대이며 윤중 지대로 유명하다.

## 인접하는 자치체
- 북쪽: 하시마시, 요로군 요로정, 안파치군 와노우치정
- 서쪽: 미에현 이나베시
- 동쪽: 아이치현 아이사이시, 이나자와시
- 남쪽: 미에현 구와나시

## 역사
- 2005년 3월 28일 - 가이즈군의 3개 정(가이즈정, 난노정, 히라타정)이 합병해 시로 승격하였다.

## 교통

### 철도
- 요로 철도 요로선

### 도로
- 국도 제258호선

## 인구
| 연도 | 인구   | ±%     |
| ---- | ------ | ------ |
| 1970 | 31,206 | —      |
| 1980 | 37,671 | +20.7% |
| 1990 | 40,811 | +8.3%  |
| 2000 | 41,204 | +1.0%  |
| 2010 | 37,941 | −7.9%  |
| 2020 | 32,735 | −13.7% |